# 자책골

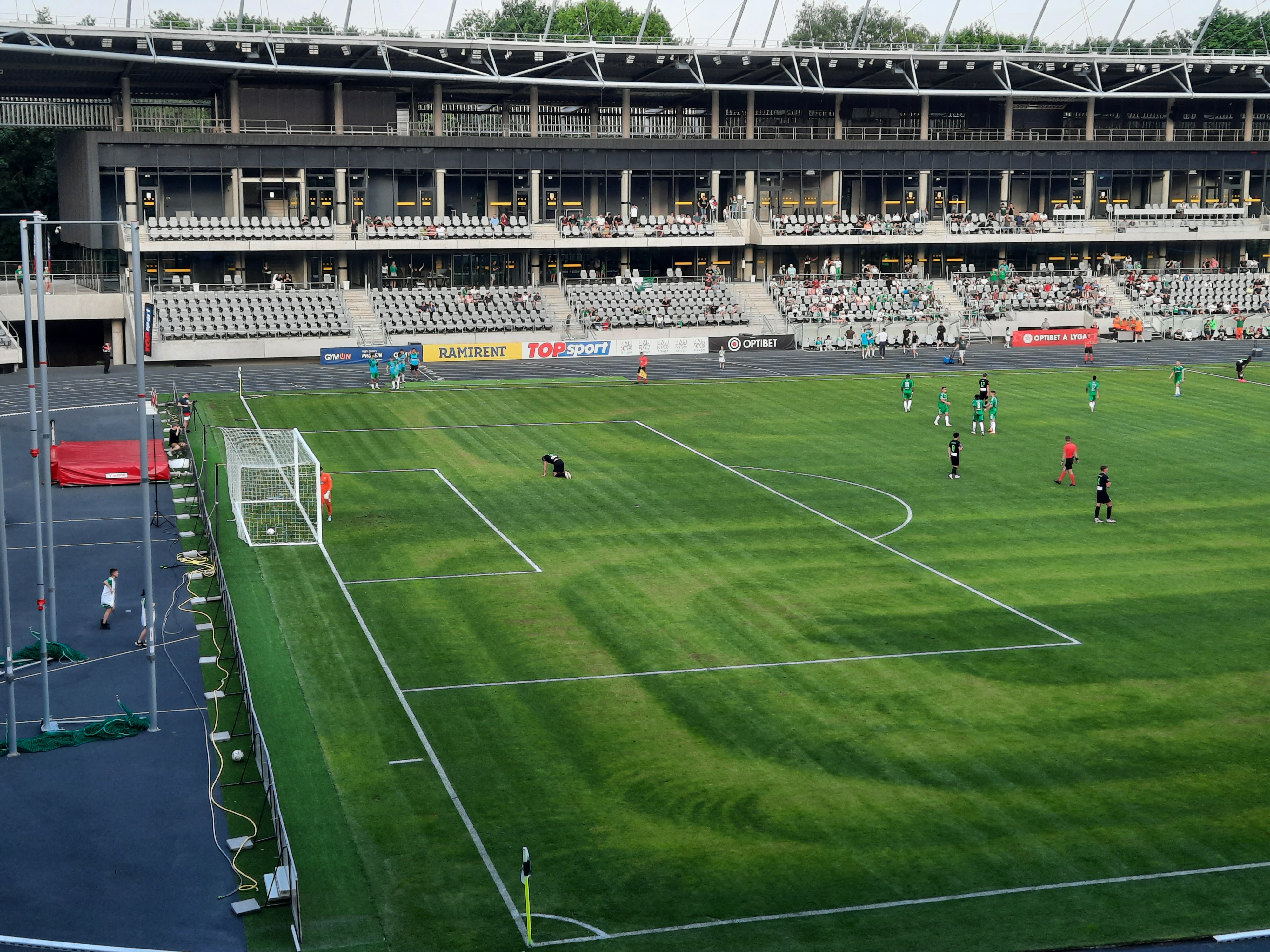
경기 중 자책골이 들어간 상황

자책골(自責골, 영어: Own goal 오운 골[*], 약칭: OG)은 구기종목, 특히 축구에서 공이 상대편이 아니라 자기편의 골대로 들어가, 상대편의 득점으로 기록되는 경우를 말한다. 과거에는 자살골(自殺골)이라고도 불렀지만, 1994년 안드레스 에스코바르의 피살 이후로는 잘 쓰이지 않는 편이다.
승부조작을 시도하는 선수는 고의적으로 자책골을 시도할 수 있다. 이러한 선수들은 추후 경기에서 제재를 받거나 축구계에서 영구퇴출 될 위험이 있다.

## 축구

### 규정
자책골은 같은 팀 선수에 의한 스로인이나 프리킥으로 인해 직접 기록될 수 없다(코너킥 상황에서는 가능하다-할 수만 있다면 상대 득점으로 인정된다). 또 특정한 상황에서는 자책골로 인정되지 않는다. 자책골을 넣은 선수의 이름은 경기 통계에 "기록"된다. 축구에 대한 열의가 뛰어난 국가에서는 이것을 "배신"이라고 은유한다.
공격자가 슛을 하였으나 수비수를 맞고 골대에 들어갔을 경우, 원래의 공이 어디로 향했는지를 최우선적으로 판단한다. 공이 골대 안으로 향했을 경우, 그 자리에 골키퍼가 있어 공격자의 슛을 막을 수 있었을 때도 공격자의 골로 인정되나, 공이 골대 밖으로 향하다가 수비수를 맞고 굴절되어 골대에 들어갔을 경우에는 자책골로 인정한다. 따라서 유효슈팅이 수비수를 맞고 굴절되어 들어간 경우는 자책골이 아니다.

### 역사 속 자책골
이 규정은 2006년 6월 10일, 잉글랜드 대 파라과이 전에서 데이비드 베컴이 감아찬 프리킥을 카를로스 가마라가 머리로 마무리했을 때 적용되었다. 국제 축구 연맹은 처음에 이 골을 가마라의 자책골로 기록하였으나, FIFA 기술위원회는 후에 베컴이 의도한 공의 방향과 공이 진행한 방향을 분석하였을 때 가마라가 없었더라도 득점으로 연결되었을 것이라는 의견을 내었다. 그럼에도 불구하고 여전히 이 골은 가마라의 자책골로 기록되어 있다.
결승전의 자책골은 2007년 7월 15일, 2007년 코파 아메리카의 브라질 대 아르헨티나전에서 아르헨티나의 로베르토 아얄라 선수가 자책골을 넣고 브라질이 3-0으로 우승하였다. 한편, FIFA 월드컵 결승전의 자책골은 2018년 7월 16일, 2018년 FIFA 월드컵의 프랑스 대 크로아티아전에서 크로아티아의 마리오 만주키치가 처음으로 기록하였다. 이 경기는 프랑스의 4-2 승리로 끝나, 프랑스의 2번째 우승이 되었다.
2014년 FIFA 월드컵 A조 개막전 당시 브라질은 크로아티아를 상대로 마르셀루가 자책골을 넣었는데 이는 최초로 자책골이 월드컵 개막전 첫 골이 된 것이다.

### 사건
1994년 FIFA 월드컵 조별리그 당시 콜롬비아는 미국을 상대로 안드레스 에스코바르가 자책골을 넣는 바람에 1-2로 패배하여 16강 진출에 실패하였다. 이 때문에 다른 콜롬비아 선수들은 귀국을 하지 않고 에스코바르만 유일하게 귀국했는데, 에스코바르는 결국 나이트클럽에서 자책골에 불만을 품은 사람에게 총살당했다.

## 다른 스포츠
다른 스포츠에서 자책골이 나오는 것은 희귀한 경우이다. 그러나 다른 스포츠에서는 축구와 달리 자책골을 넣은 선수의 이름을 "기록"하지 않는다. 대신 수비수의 실수를 유도한 공격자의 이름(농구의 경우에는 자책골 당사자 앞에 있던 선수)을 기록한다.

### 내용주
1. ↑  문화어: 자체실점(自體失點)
스페인어: autogol 아우토골[*]

### 참조주
1. ↑  “Teams kicked out of league after farcical 'own-goal' match”. 2014년 10월 28일.